# Gerres macracanthus
Gerres macracanthus és una espècie de peix pertanyent a la família dels gerrèids.

## Descripció
- Fa 30 cm de llargària màxima.
- Té franges al llarg dels costats.[6][7]

## Hàbitat
És un peix marí, de clima tropical i demersal.

## Distribució geogràfica
Es troba des del mar Roig i l'Àfrica oriental fins a Indonèsia i Nova Guinea.

## Observacions
És inofensiu per als humans.